# Naturliga färgämnen
Naturliga färgämnen är färgämnen härrörande från växter, ryggradslösa djur eller mineraler. De flesta naturliga färgämnen är vegetabiliska färgämnen från växtkällor som rötter, bär, bark, löv och trä eller andra biologiska källor som svampar och lavar.